# Lepista personata
Lepista personata (Fr.Fr.) Cooke è un fungo autunnale che come aspetto ricorda la Lepista nuda ma che possiede una livrea completamente differente.

## Cappello
Largo in media 8-10 cm; inizialmente umbonato ottuso, poi emisferico e convesso, infine piano-depresso; margine ondulato, spesso anche involuto. Di colore nocciola oppure grigio-caffellatte, con l'età schiarisce e diventa rosa-slavato con tonalità di grigio.

## Lamelle
Da bianche a grigio-chiare; molto fitte. Col tempo assumono una colorazione rosata per via delle spore.

## Gambo
Tozzo, cilindrico, più corposo alla base. Piuttosto fibroso con evidenti tonalità violacee oppure lilla.

## Carne
Elastica, di colore biancastro con tonalità lilla.
- Odore: fruttato, intenso.
- Sapore: mite, delicato.

## Spore
Rosate in massa.

## Distribuzione e habitat
Cresce in autunno, nei boschi di latifoglie su terreni erbosi; predilige i cespugli.

## Commestibilità
Discreto commestibile.

## Tassonomia

### Specie simili
- Lepista nuda ed altre specie congeneri.
- Alcune specie del genere Cortinarius di colore viola o lilacino (in genere hanno odore "rafanoide").

## Nomi comuni
- Agarico mascherato